# Arsenura batesii
Arsenura batesii is een vlinder uit de onderfamilie Arsenurinae van de familie nachtpauwogen (Saturniidae).
De wetenschappelijke naam van de soort is voor het eerst geldig gepubliceerd door Rudolf Felder & Alois Friedrich Rogenhofer in 1874.
De soort komt voor in de tropische wouden van centraal en zuidelijk Amerika. De rupsen zijn tot 10 cm lang. Ze hebben een ongewoon kleurpatroon: een bruine kop en bruin-zwart lichaam met twee grote geelgroene vlekken op de zijkanten en vier lange tentakels die geelwit tot bruin zijn gekleurd. Dit patroon zou helpen om predatoren te misleiden, die hierin geen rups herkennen. De laatste instar heeft niet de lange tentakels van de vorige vormen, is volledig bruin-zwart en lijkt op een dood takje. De volwassen vlinders hebben een vleugelspanwijdte van 15,5 tot 16,5 cm.